# 26 Pułk Dragonów (Cesarstwo Niemieckie)
26 Królewski Pułk Dragonów (2 Wirtemberski) (niem. Dragoner-Regiment „König“ (2. württembergisches) Nr. 26)  – pułk kawalerii niemieckiej okresu Cesarstwa Niemieckiego.

## Charakterystyka

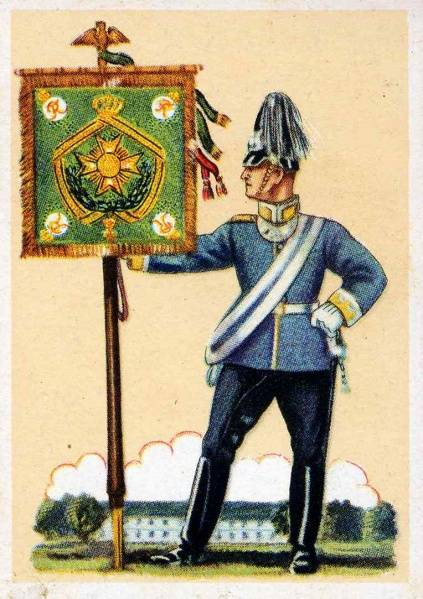
Sztandar pułku

Pułk został sformowany 6 grudnia 1805. Stacjonował w Stuttgarcie . Wchodził w skład XIII Korpusu Armijnego .

 Wiosną 1914 był w strukturze 26 Brygady Kawalerii z 26 Dywizji Piechoty.
W wyniku mobilizacji, w sierpniu 1914 pułk osiągnął gotowość bojową i w składzie 26 Brygady Kawalerii z 7 Dywizji Kawalerii został wysłany na front zachodni.

30 grudnia 1916 oddział przeorganizowano w spieszony pułk kawalerii.